# Burnham (Illinois)
Burnham es una villa ubicada en el condado de Cook en el estado estadounidense de Illinois. En el Censo de 2010 tenía una población de 4206 habitantes y una densidad poblacional de 831,51 personas por km².

## Geografía
Burnham se encuentra ubicada en las coordenadas 41°38′22″N 87°32′42″O / 41.63944, -87.54500. Según la Oficina del Censo de los Estados Unidos, Burnham tiene una superficie total de 5,06 km², de la cual 4,84 km² corresponden a tierra firme y (4,4%) 0,22 km² es agua.

## Demografía
Según el censo de 2010, había 4206 personas residiendo en Burnham. La densidad de población era de 831,51 hab./km². De los 4206 habitantes, Burnham estaba compuesto por el 26,06% blancos, el 61,91% eran afroamericanos, el 0,74% eran amerindios, el 0,55% eran asiáticos, el 0% eran isleños del Pacífico, el 8,89% eran de otras razas y el 1,85% pertenecían a dos o más razas. Del total de la población el 19,14% eran hispanos o latinos de cualquier raza.